# Liste der Grand-Prix-Orte im Skispringen

Logo des Sommer Grandprix Spezialsprunglauf

Die Liste der Grand-Prix-Orte im Skispringen listet alle Grands Prix im Skispringen seit der Saison 1994 auf. Die Grands Prix wurden in Europa und in Asien ausgetragen und werden von der FIS organisiert. Bisher (Stand: 2. Oktober 2022) wurden in insgesamt 26 Orten Grands Prix der Männer veranstaltet, seit der Saison 2012 wurden insgesamt in 8 Orten Grands Prix der Frauen ausgetragen. Der Damenwettbewerb in Schtschutschinsk 2020 wurde ersatzlos gestrichen und ist in der Aufzählung nicht berücksichtigt.

## Übersicht
|  |

|  |

|  |

|  |

|  |

|  |

|  |

|  |

|  |

|  |

|  |

|  |

|  |

|  |

|  |

|  |

|  |

|  |

|  |

|  |

|  |

| Gorney Gigant |

| Hakuba-Schanzen |

| Miyanomori-Schanze |

| Tramplin Stork |

| Sneschinka |

## Erklärung
- Ort des Grand Prix: Nennt den Ort des Grand Prix.
- Land: Nennt das Gastgeberland.
- Schanze Nennt die Schanze, auf der der Wettbewerb stattgefunden hat.
- Saison: Nennt die Saison, seit der Grand Prix ausgetragen wird.
- Bild: Bild der Schanze.

## Grand-Prix im Skispringen (Männer)

### Männer
| Ort des Grand-Prix | Land        | Schanzen                    | Saison                     | Bild |
| ------------------ | ----------- | --------------------------- | -------------------------- | ---- |
| Almaty             | Kasachstan  | Gorney Gigant               | 2011–2016                  |      |
| Bischofshofen      | Österreich  | Paul-Außerleitner-Schanze   | 2005                       |      |
| Courchevel         | Frankreich  | Tremplin du Praz            | seit 1997 2                |      |
| Einsiedeln         | Schweiz     | Andreas Küttel-Schanze      | 2005–2011, 2013–2018       |      |
| Hakuba             | Japan       | Hakuba-Schanzen             | 1998–2001, seit 2004       |      |
| Hinterzarten       | Deutschland | Adlerschanze                | 1994–2013, seit 2015       |      |
| Hinzenbach         | Österreich  | Aigner-Schanze              | 2011, 2012, seit 2014 2    |      |
| Innsbruck          | Österreich  | Bergiselschanze             | 2002–2004                  |      |
| Klingenthal        | Deutschland | Vogtland Arena              | 2006–2014, seit 2016 1 2   |      |
| Kranj              | Slowenien   | Bauhenk                     | 2006                       |      |
| Kuopio             | Finnland    | Puijo-Schanze               | 1995, 2000                 |      |
| Lahti              | Finnland    | Salpausselkä-Schanze        | 2002                       |      |
| Liberec            | Tschechien  | Ještěd „A“                  | 2008, 2010 1               |      |
| Nischni Tagil      | Russland    | Tramplin Stork              | 2013                       |      |
| Oberhof            | Deutschland | Hans-Renner-Schanze         | 1996, 2006, 2007           |      |
| Pragelato          | Italien     | Stadio del Trampolino       | 2007–2009                  |      |
| Râșnov             | Rumänien    | Trambulina Valea Cărbunării | seit 2022                  |      |
| Sapporo            | Japan       | Miyanomori-Schanze          | 1999–2001                  |      |
| Schtschutschinsk   | Kasachstan  | Lyzhnyy Tramplin Burabay    | 2020–2021 2                |      |
| Stams              | Österreich  | Brunnentalschanze           | 1994–2001                  |      |
| Szczyrk            | Polen       | Skalite-Schanzen            | 2011                       |      |
| Trondheim          | Norwegen    | Granåsen                    | 1995–1997                  |      |
| Tschaikowski       | Russland    | Sneschinka                  | 2015–2018 1 2              |      |
| Val di Fiemme      | Italien     | Trampolino dal Ben          | 1994–1998, 2003–2006       |      |
| Villach            | Österreich  | Villacher Alpenarena        | 2000                       |      |
| Wisła              | Polen       | Malinka                     | seit 2010                  |      |
| Zakopane           | Polen       | Wielka Krokiew              | 2004–2009, 2011, seit 2019 |      |

## Statistik (Männer)
Bisher ist Österreich das Land mit den meisten Austragungsorten, Deutschland ist bisher das Land mit den meisten Austragungen. Der Grand-Prix-Austragungsort Hinterzarten war von der Saison 1994 bis zur Saison 2013 als einziger ununterbrochen im Grand-Prix-Kalender.
Abgesagte Wettkämpfe sind in der nachfolgenden Aufzählung nicht berücksichtigt.

### Austragungsorte
- Platz: Gibt die Reihenfolge der Nation wieder.
- Nation: Nennt die Nation.
- Einstieg im Grand-Prix-Jahr: Nennt das Jahr, in dem die Nation erstmals am Grand Prix teilnahm.
- Anzahl der Austragungsorte: Nennt die Anzahl der Austragungsorte im Grand Prix.

| Platz | Nation      | Einstieg im Grand-Prix-Jahr | Anzahl |
| ----- | ----------- | --------------------------- | ------ |
| 01.   | Österreich  | 1994                        | 05     |
| 02.   | Deutschland | 1994                        | 03     |
| 02.   | Polen       | 2004                        | 03     |
| 04.   | Italien     | 1994                        | 02     |
| 04.   | Japan       | 1998                        | 02     |
| 04.   | Finnland    | 2002                        | 02     |
| 04.   | Kasachstan  | 2011                        | 02     |
| 04.   | Russland    | 2013                        | 02     |

| Platz | Nation     | Einstieg im Grand-Prix-Jahr | Anzahl |
| ----- | ---------- | --------------------------- | ------ |
| 09.   | Frankreich | 1997                        | 01     |
| 09.   | Schweiz    | 2005                        | 01     |
| 09.   | Slowenien  | 2006                        | 01     |
| 09.   | Tschechien | 2008                        | 01     |

### Grands-Prix pro Nation
- Platz: Gibt die Reihenfolge der Nation an.
- Nation: Nennt die Nation.
- Anzahl: Nennt die Anzahl der Grands Prix pro Nation.

| Platz | Nation      | Anzahl |
| ----- | ----------- | ------ |
| 01.   | Deutschland | 42     |
| 02.   | Frankreich  | 25     |
| 02.   | Japan       | 23     |
| 04.   | Österreich  | 22     |
| 04.   | Polen       | 22     |
| 06.   | Schweiz     | 12     |
| 07.   | Italien     | 11     |

| Platz | Nation     | Anzahl |
| ----- | ---------- | ------ |
| 08.   | Kasachstan | 6      |
| 09.   | Russland   | 5      |
| 10.   | Finnland   | 3      |
| 10.   | Norwegen   | 3      |
| 12.   | Tschechien | 2      |
| 12.   | Rumänien   | 2      |
| 14.   | Slowenien  | 1      |

## Grand-Prix im Skispringen (Frauen)

### Frauen
| Ort des Grand Prix     | Land        | Schanzen                    | Saison                | Bild |
| ---------------------- | ----------- | --------------------------- | --------------------- | ---- |
| Almaty                 | Kasachstan  | Gorney Gigant               | 2012–2016 1           |      |
| Courchevel             | Frankreich  | Tremplin du Praz            | 2012, 2013, seit 2015 |      |
| Frenštát pod Radhoštěm | Tschechien  | Areal Horečky               | seit 2017             |      |
| Hinterzarten           | Deutschland | Adlerschanze                | 2012, 2013, seit 2019 |      |
| Klingenthal            | Deutschland | Vogtland Arena              | 2018, seit 2020 2 3   |      |
| Nischni Tagil          | Russland    | Tramplin Stork              | 2013                  |      |
| Râșnov                 | Rumänien    | Trambulina Valea Cărbunării | seit 2022             |      |
| Szczyrk                | Polen       | Skalite                     | Seit 2023             |      |
| Tschaikowskiq          | Russland    | Sneschinka                  | 2015–2018, 2020 3     |      |

Der Damenwettbewerb in Schtschutschinsk 2020 wurde ersatzlos gestrichen und ist in der Aufzählung nicht berücksichtigt.

## Statistik (Frauen)
Abgesagte Wettkämpfe sind in der nachfolgenden Aufzählung nicht berücksichtigt.

### Austragungsorte
- Platz: Gibt die Reihenfolge der Nation wieder.
- Nation: Nennt die Nation.
- Einstieg im Grand-Prix-Jahr: Nennt das Jahr, in dem die Nation erstmals am Grand Prix teilnahm.
- Anzahl der Austragungsorte: Nennt die Anzahl der Austragungsorte im Grand Prix.

| Platz | Nation      | Einstieg im Grand-Prixjahr | Anzahl |
| ----- | ----------- | -------------------------- | ------ |
| 1.    | Deutschland | 2012                       | 2      |
| 1.    | Russland    | 2013                       | 2      |
| 3.    | Frankreich  | 2012                       | 1      |
| 3.    | Kasachstan  | 2012                       | 1      |
| 3.    | Tschechien  | 2017                       | 1      |
| 3.    | Polen       | 2021                       | 1      |
| 3.    | Rumänien    | 2022                       | 1      |

### Grands Prix pro Nation
- Platz: Gibt die Reihenfolge der Nation an.
- Nation: Nennt die Nation.
- Anzahl: Nennt die Anzahl der Grands Prix pro Nation.

| Platz | Nation      | Anzahl |
| ----- | ----------- | ------ |
| 01.   | Frankreich  | 9      |
| 02.   | Russland    | 6      |
| 02.   | Deutschland | 6      |
| 04.   | Tschechien  | 5      |
| 05.   | Kasachstan  | 4      |
| 06.   | Polen       | 2      |
| 07.   | Rumänien    | 1      |